# Cymodusopsis brevicauda
Cymodusopsis brevicauda là một loài tò vò trong họ Ichneumonidae.